# تشیم
تشیم (به چکی: Čím) یک منطقهٔ مسکونی در جمهوری چک است که در ناحیه پریبرام واقع شده‌است.